# 東京都歷史

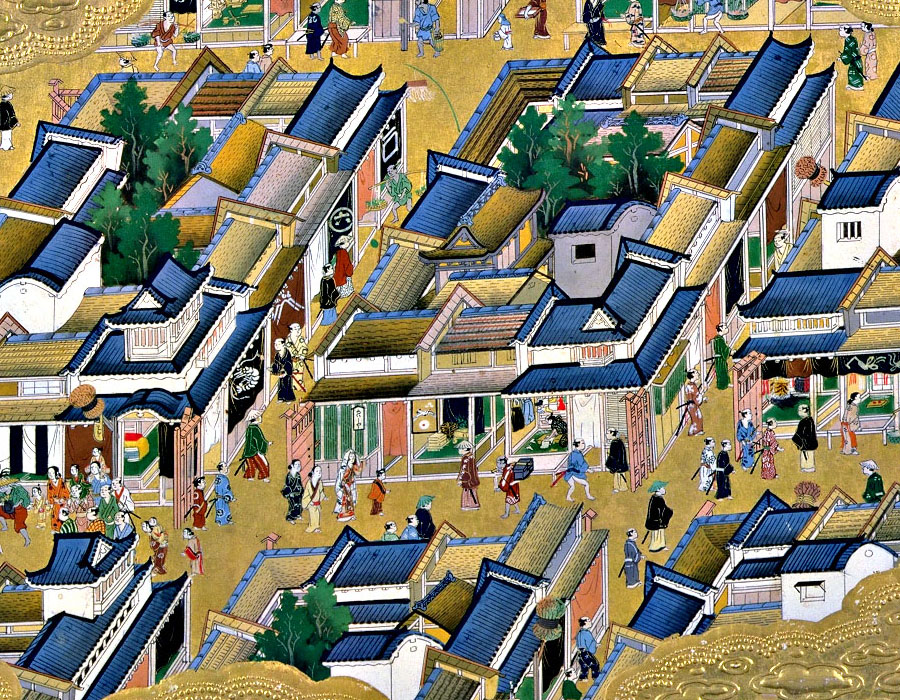
17世纪屏风画上的江户

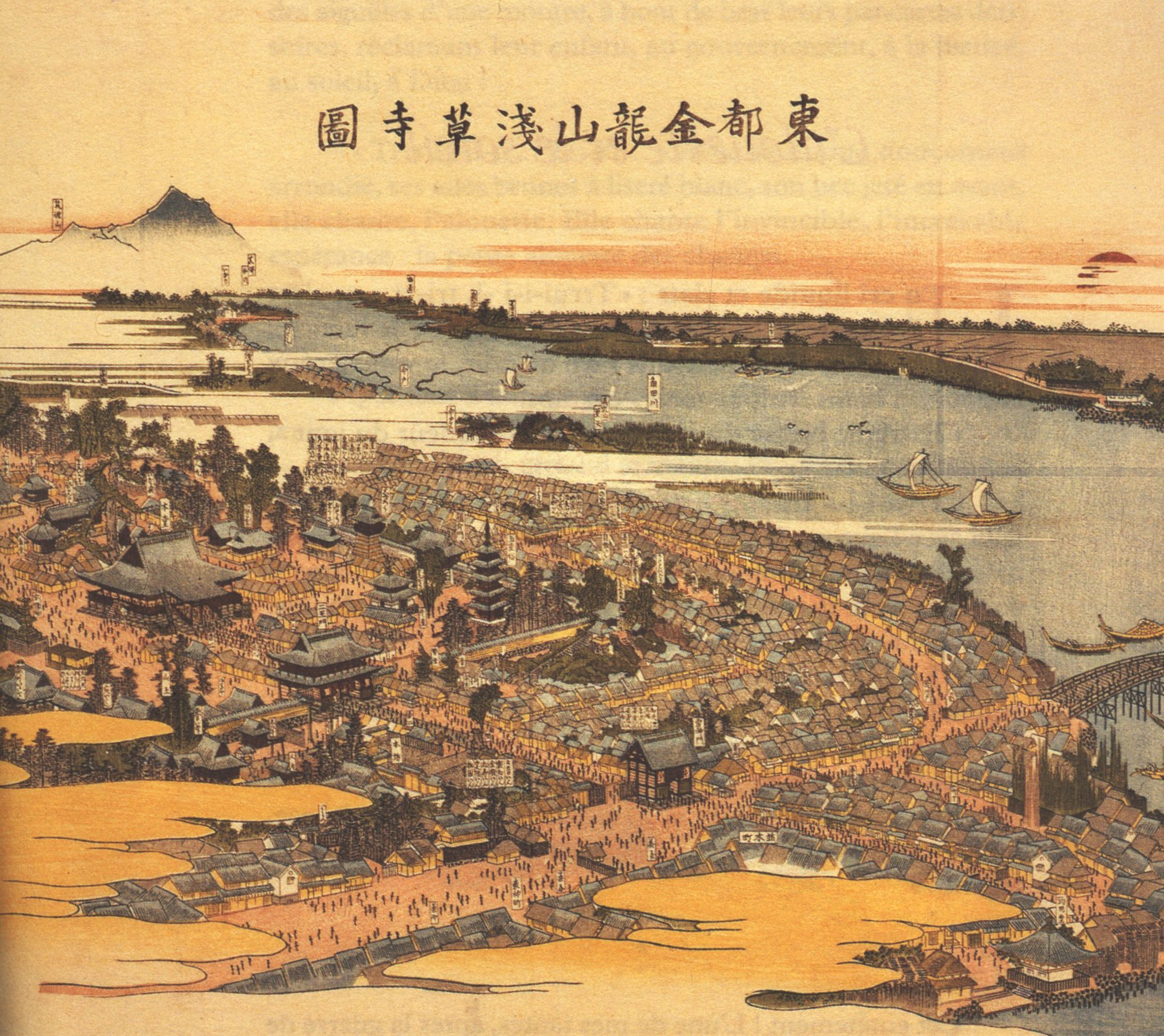
东都金龙山浅草寺图，绘制于1820年

東京，在明治時代前稱為江戶，在平安時代首次出現其名字，並且有村莊出現，1488年築起了江戶城，在1603年，德川家康在这里創立了江戶幕府，使其成為日本的行政中樞，與首都京都、經濟樞紐大坂合稱為日本三大都市。1868年頒布《稱江戶為東京詔書》後，江戶取代京都成为日本首都，改名東京，並成立東京府。1889年5月1日，以東京市中心為主要轄區的東京市成立，隸屬東京府管轄；1943年7月1日，東京市與東京府合併為東京都，沿用至今。直到今日，東京已是日本在政治、經濟、文化等領域上的發展中心。

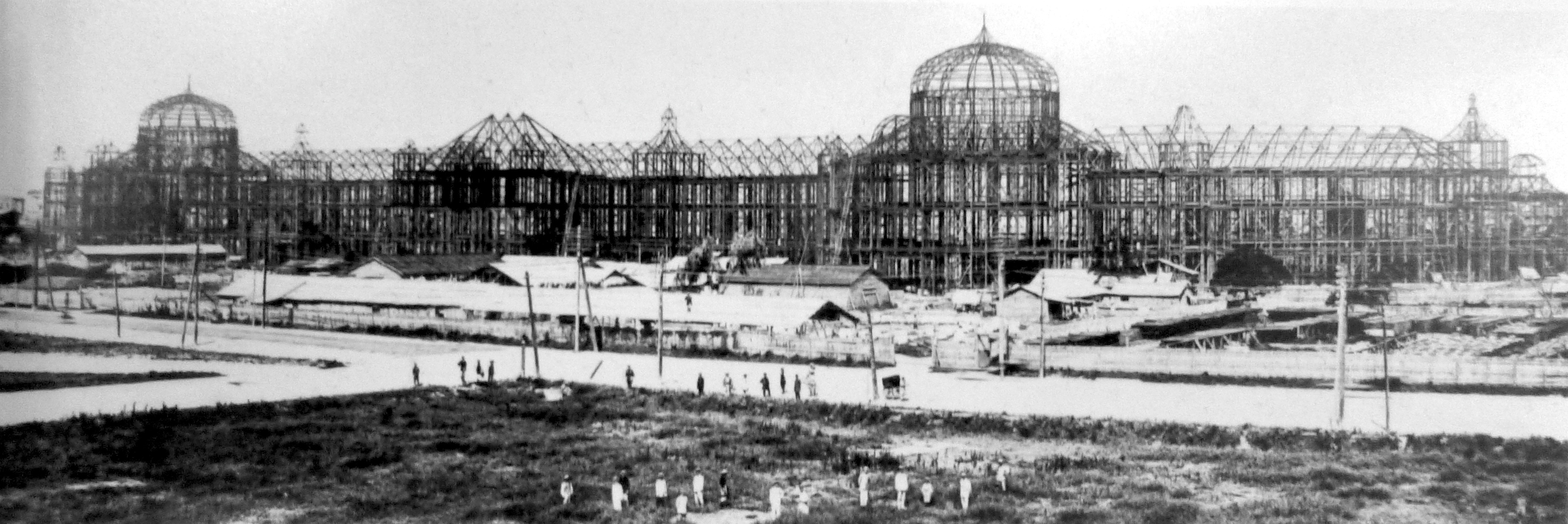
1911年，建设中的东京站

## 江戶時代以前的「江戶」
公元前3世纪左右，关东平原形成。自此以后，逐渐有人类在关东平原定居，并形成了一些村落。现代的东京都依然保留了一些旧时村庄的名字。例如，平川村是当时流经这里的平川（如今被称为日本桥川）岸边的一座主事农业和渔业的村庄，这一村庄有着重要的战略位置，总览整个关东平原的陆路、海路和河流航线。到了12世纪的镰仓时代，关东一带的军事统治者江户重长在那里建立了他的城堡。

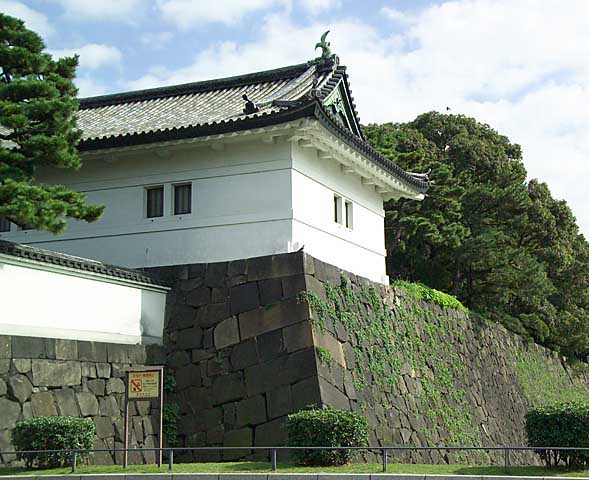
江户城（现为皇居的一部分）围墙上的建筑物

早在12世紀的時候，平安時代末期的書史《吾妻鏡》就曾經記載這個地方。「江戶」这一名字的由來有多種說法，較普遍的說法為，江戶的「江」字是指河流入江之意，而「戶」字是指江的入口。約10世紀，江戶氏在這裡建立村莊，並在櫻田（其後的江戶城）建立高台。約13世紀左右，江戶村逐漸形成（在今天的東京站附近。後來，因為南北朝的騷動，本據地改為多摩郡喜多見（今世田谷區喜多見）。
直到15世紀中葉，扇谷上杉家的家臣太田道灌開始在舊江戶村的高台遺跡建設江戶城，1457年築起江戶城，其建造者是上杉持朝的诸侯太田道灌。扇谷上杉氏面對積極擴張的後北條氏，扇谷上杉氏連番失利，1522年北條氏綱率領大軍攻陷江戶城，城主由遠山直景擔任，其後一直由遠山氏擔任城主，直到1590年為止，豐臣秀吉大軍圍攻小田原城，雖然江戶城不受戰爭影響，但是因為北條軍敗北，秀吉任命德川家康改封關東六國，他選擇江戶城為他的主城，此时，江户城周围只有大约一百座茅草顶的房屋。
德川家康將江戶城擴建，组织了士兵和工匠队伍，为江户城建设了护城河和桥梁以强化其防御功能，并積極發展城下町，加上避免了万历朝鮮戰爭徵收額外軍費的影響，江戶地區得以迎来全面發展。

## 德川幕府时期的江戶

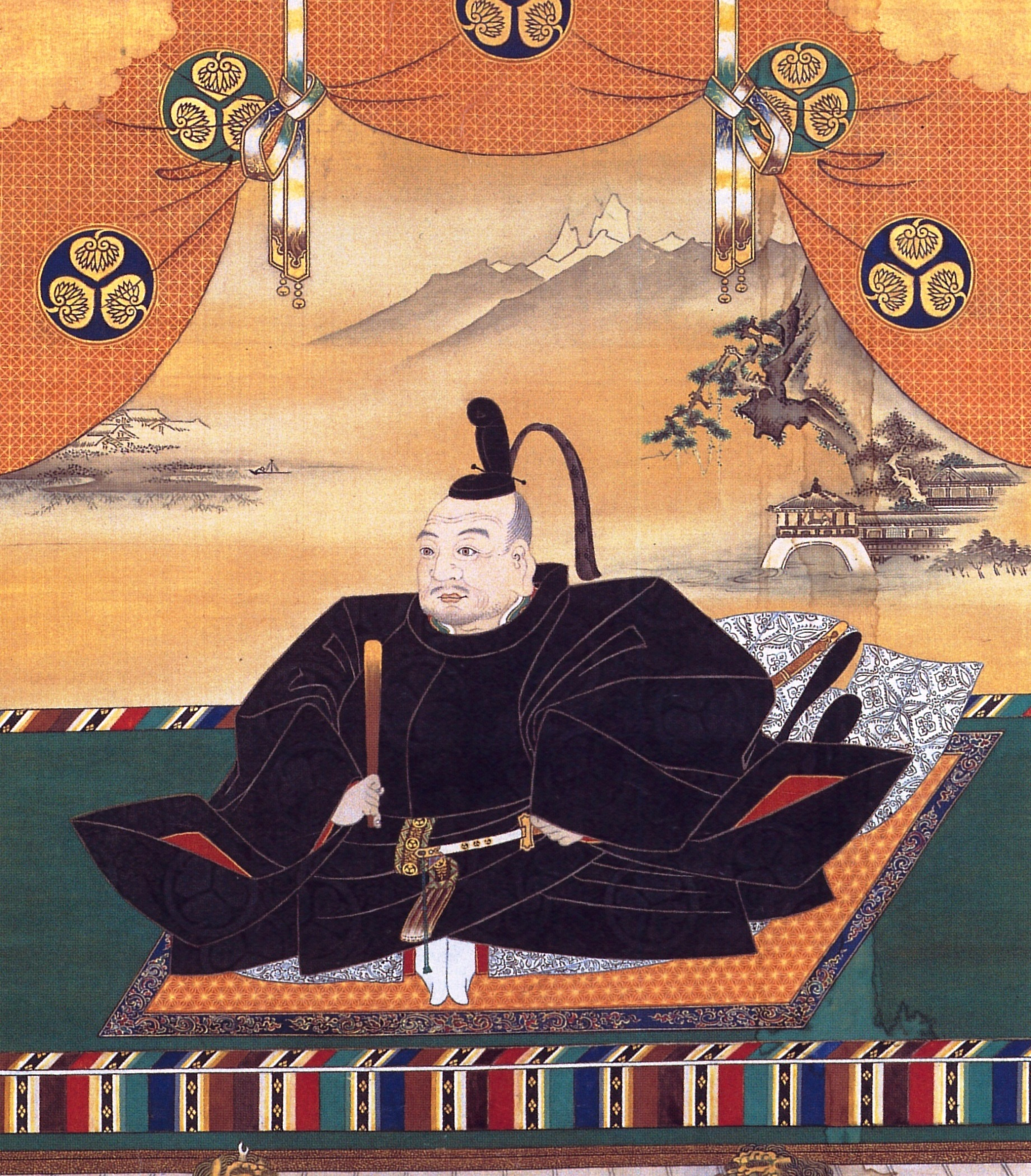
德川家康画像，藏于大阪天守阁

慶長五年(1600年)，德川家康在關原之戰取得勝利，1603年創立江戶幕府，德川家康成为了日本实际上的统治者，江戶也自此成為了日本的行政中心（这一阶段没有实权的天皇仍然居住在京都）。江戶幕府維持二百六十五年之后，1868年，薩摩藩和長州藩的軍隊直迫江戶，最後一任將軍德川慶喜宣佈開城投降，江户幕府灭亡。
1606年，江户城的外围墙建成，它一直被保留到了今天。
在这一时期，江户的城市规模持续增长，在18世纪，江户成为了全世界最大的城市，在1800年有着超过一百万的人口。在1650年至1860年，江户引领了整个日本的一系列经济增长和社会变革。
江户的发展也伴随着包括火灾、洪水和地震在内的各种自然灾害，以及人为的突发事件。1657年3月2日至3月4日，江戶地區發生大火，波及多個地區，超過10萬人死亡，这次事件是日本史上死亡人数仅次于东京大轰炸和关东大地震的灾难，被称为明历大火。1668年的另一次火灾则持续了45天之久。1701年，元祿赤穗事件爆發，为给主君、赤穗藩藩主浅野长矩复仇，浅野长矩的首席家老大石内藏助带领赤穗家臣共47人在江戶城的松之大廊斩杀了旗本吉良義央，将吉良义央的首级供在泉岳寺主君墓前，在全国范围内产生了巨大影响，最終包括主事者大石内藏助在内，47人全部切腹自尽。

### 政治系统
德川幕府的政治体制是建立在封建领地和官僚统治制度基础之上的，而这使得江户缺少一个统一的行政主体对其进行管理。但由于不断增长的城市规模对于人力和物质资源的巨大需求，江户仍然创造着新的市场和商业模式，市民对于生活质量也产生了新的要求。
德川幕府的政治制度还对江户的文化发展产生了影响。在日本封建社会的“士农工商”四个阶层中，商人因为被排除在政府部门之外，而逐渐形成了一种娱乐文化，这使得江户的文化影响开始增加。

### 被驱逐的部落民
德川幕府时期的江户对于被驱逐群体是非常不友好的。江户对被称为“非人”的被驱逐者施加了严格的限制。民众对于“污染”和“不洁”的恐惧不仅加剧了这种区别对待行为，还为政府建立一套完备的不公正制度提供了基础。

### 土地所有权和管理制度
江户的土地根据所有权的不同被分为两种：武家地和町人地。武家地制度是武士阶层中的土地所有权系统，用于住宅物业中，这部分土地不允许被购买和销售，因此，武家地制度中的一块土地的价值是不确定的。町人地系统主要被商人、工匠等普通市民使用，可以用于住宅和商业土地，町人地制度允许土地私有制，土地可以被标价出售。到了19世纪70年代，明治时期的改革者们取消了武家地制度，将武家地制度的土地全部改为了町人地，也标志着这一日本封建社会时期的阶级分裂产物的消亡。
江户幕府时期，江户没有全市范围内的总管机构，而是实行着复杂的地方治理制度。在每个区域，当地的决策工作由两名被称为“町奉行”的男子领导，他们向下级发布行政命令，这些下级包括三名全职，被称为“年寄”的世袭行政专员。再下级的管理者被称为“名主”，每人管理约有十几个町的一片区域。在1720年以后，名主们被重组为20个公会，他们面临着保护这座由脆弱的木屋组成的拥挤城市这一挑战。
1657年的明历大火摧毁了江户三分之二的地区，造成十万人死亡。这使得江户的生产没有办法继续自给自足，因此，政府组织了一套详尽的生活用品管理制度，包括在18世纪的宽政改革中建立的粮仓，这一举措增强了政府的权威，也减轻了贫苦的江户下层民众面临的生活困难状况。

### 学校教育
在德川幕府时期，私人教育机构寺子屋充当了平民子女教育机构的角色。在18世纪末到19世纪初，江户的适龄人口在寺子屋就读的比率达到了70%。寺子屋系统使得江户的人口识字率达到了70%至86%，这一数字显著高于同时代的欧洲城市。
同一时期，也有少量的精英学校向学生提供精英阶层的教育，旨在培养世袭的公职人员。学校是文字资料和高级学者的所在地，为缺乏官场经验的官员候选人和拥有土地的贵族学生提供了一个活动平台。重要的学校包括学习儒家经典的汤岛圣堂，提供西式教育的开成学校和学习西药知识的东京医学校。其中，后两者在1877年合并成立了东京大学。

### 重要事件
- 1657年，明历大火造成了超过10万人伤亡。
- 1707年，富士山发生宝永大喷发，向江户城喷涌了大量火山灰。
- 1721年，江户拥有约110万人口，是当时世界上最大的城市。
- 1855年，发生安政江户地震，造成大约7000至10000人死亡。
- 1860年，支持日本对西方世界开放的井伊直弼被反对外国势力的反叛武士所暗杀。幕府时代末期的江户见证了越来越多的、关于日本与西方关系问题的冲突。
- 1867年，日本最后一位幕府将军德川庆喜将权力移交给天皇，幕府统治结束。

## 明治维新时期的東京

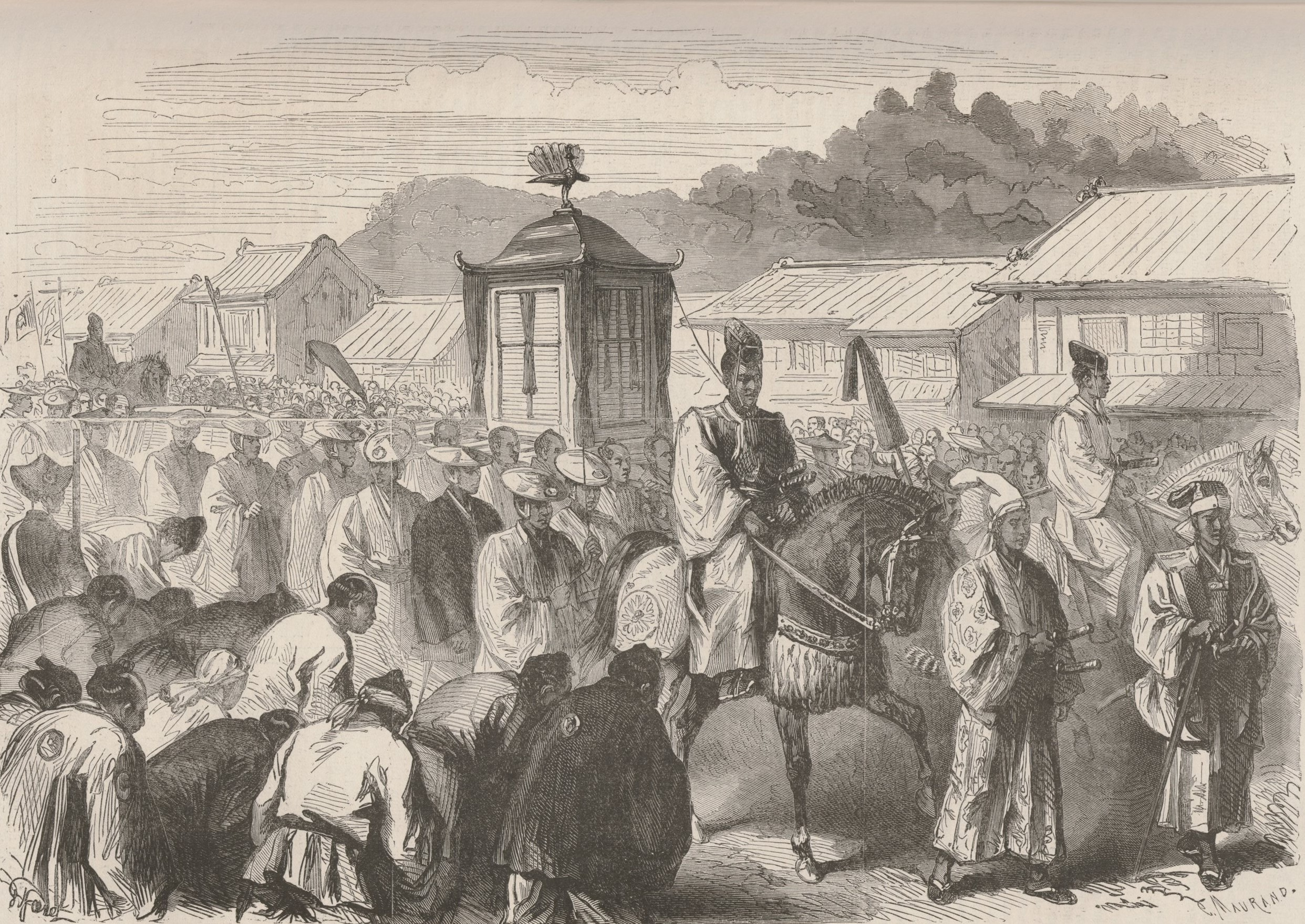
1868年底，16岁的明治天皇从京都迁移到东京

在德川幕府于1868年倒台之后，江户更名东京，翌年，16岁的明治天皇被从京都带到了这里，并在皇居登基。

### 城市规划
伴随着参勤交代制度的结束，一大批大名和他们的随从离开了东京，总人数估计达到了36万，一批商人和工人也随之离开了。这一人口外迁过程，加上明治维新前后的一些战争，让东京的总人口从19世纪早期的130万下降到了1869年的约50万。又过了二十年，东京的人口才恢复到明治维新前的最高水平。1905年，东京人口达到了200万。

在19世纪70和80年代，日本的当权者们展开了对于东京未来发展方向的密集讨论。1869-1871年间，官员试验了“五十区系统”来加强对于人口的控制。这一制度在保留一些旧的法令的基础上，终结了地方上的显赫人物对每个区域的控制。1871年，东京又颁布了“大小区系统”制度，让中央官员拥有了对于地方决策的直接控制权，还强调了全市范围的市容美化标准，以及将改善基础设施和公共服务作为促进城市发展的重要手段。

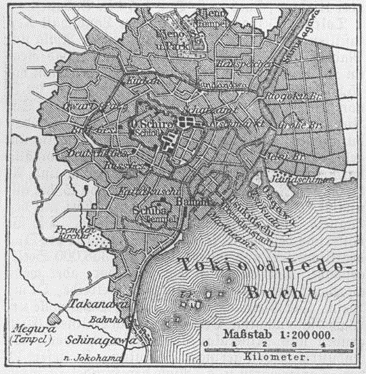
1888年東京府的行政區劃

在这一时期，城市规划师们秉持进步观念（idea of progress）。1996年，菲利普通过研究相关的规划文件、规划委员会抄本和城市及建筑设计数据，检视了明治时期头十年中城市管理者们采取的城市规划措施。菲利普认为，这一时期日本对现代化的新看法，改变了旧时其对于城市和城市规划的一些理念。明治时期的开始阶段，社会精英们对通向现代化的方式还各执一词，城市规划者没有完全拒绝传统的规划方，而是将其与他们的新方法结合到了一起。他们认为，日本城市的现代化不需要拆除既有的城市构造，而应该将当权者的政治目的和现代城市对于改善交通网络和分区机制的需求相结合。公共舆论对于城市规划者如何将他们的理论付诸实践也起到了重要作用。

### 教育
在明治时代，近代的西式教育体制被迅速引入东京。1877年成立的东京帝国大学就强调了引入西式专业教育，尤其是理工科教育的重要性。一批来自欧洲和美国的教育顾问来到了日本。曾在剑桥和伦敦求学的数学家菊池大麓（1855-1917）担任教育部长。先进的学校教育制度很快一批研究机构，享誉全国的各领域专家们开始著书立文。教育部对教育系统实行严格的控制，其管理下的大学也很快在政治活动中产生了影响。日本民族主义在教育中占有重要的地位，大学里的学者们也开始在公开辩论中发声。在东京大学，法学研究迅速发展，让它成为当时（也是现在）日本最重要的官僚摇篮。

### 公园
在19世纪中叶，城市公园作为市民娱乐放松的场所和城市形象的代表，在欧洲和美国城市规划人员心目中占据了重要的地位。明治时期的当权者为了将东京建设为一座西方标准下的世界级大都市，也十分重视城市公园的建设工作。公园的建设从两个地方开始：一是城市的北部地区，另一个是皇居边上的阅兵场。北部的小山后来成为了举行公共庆祝活动的公园，而阅兵场此后经过精心的改造，成为了一处公共娱乐场所。它们为东京的许多公园的建设提供了范例。

### 博物馆
明治时期的文化部门官员学习了柏林、巴黎和伦敦的政策，在此基础上，设计了东京的文化设施。东京将被打造成汇集全日本文化财富的一座宝库。例如，东京国立博物馆的“法隆寺宝物馆”就展出了奈良县法隆寺的一批珍宝。

### 重要事件
- 1868年，明治维新开始，日本的实际统治权从幕府将军转移到了天皇之下。7月17日，明治天皇发布诏书（江戸ヲ稱シテ東京ト爲スノ詔書）将江户改名为东京，理由是这座城市对日本东部的经济发展至关重要。
- 1869年，明治天皇搬到东京居住，并将江户城改为了皇居。然而，由于日本从来没有“官方地”将首都从京都改为东京，东京与京都的地位仍然不明确（详见“日本首都”）。来自长州和萨摩（以及其他地区）的武士在明治寡头政治中扮演了重要角色。筑地建立起了一个外国人定居点。
- 1871年，日本进行废藩置县，设置都道府县制度。原武藏国的一部分地区被设置为东京府。
- 1872年，東京府扩大，容纳了现在的23個特區。同年，日本的第一条铁路开通，连接了新桥（现在的汐留）和横滨。东京国立博物馆在这一年开馆。
- 1874年，东京警察总局成立。
- 1877年，东京大学设立。
- 1882年，上野动物园开放。
- 1885年，赤羽站和品川站之间的铁路开通，这条线路现在是JR山手线的一部分。同时，涩谷站和新宿站也因此而开放。
- 1889年5月1日，东京市设立，包括15个区。
- 1893年，神奈川县多摩地方的三个区域被划至东京府。
- 1894年，明治东京地震导致了31人死亡。
- 1899年，筑地外国人定居点被废除。
- 1903年，第一条电车线路开通。
- 1905年，发生抗议日俄战争后签订的朴茨茅斯和约的日比谷纵火事件。

## 大正时代和昭和时代前期的東京（1912-1945年）

### 关东大地震及其影响

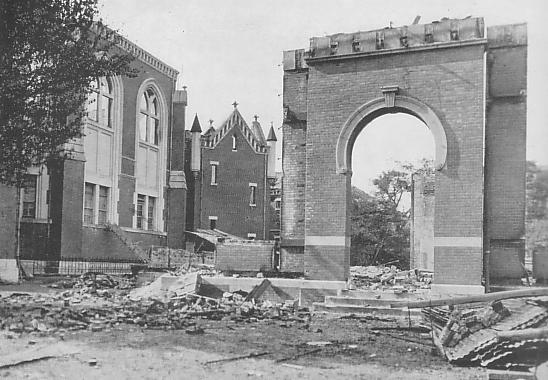
关东大地震后的东京帝国大学

1923年9月1日中午，关东大地震发生，震级为里氏8.3级。地震学家的研究表明，这次地震的震中位于东京以南约80公里的相模湾。在那里，菲律宾海板块的一个大小为100*100 m 的构造与欧亚大陆板块相碰撞，释放出了大量的能量，引发了这次地震。震后几分钟，高达12米的巨大海啸来袭。海啸毁灭了横滨，一座建设在垃圾填埋地上的城市，的几乎全部建筑物。东京被火灾肆虐，75%的建筑物遭到了严重的结构性破坏。地震还切断了大部分水源。东京全部的450万人口中，有2%到3%死于这次地震，二百万人无家可归，经济损失占日本国民总财富的2%。
震后，关于朝鲜人趁地震发生后的混乱局势进行破坏活动的谣言四起。类似的报道出现在了1923年9月2日至9月6日的《大阪朝日新闻》、《东京日日新闻》、《河北新报》等报纸中。这些谣言煽动起了幸存的日本人对居住在东京的朝鲜人的仇恨，再加上日本对朝鲜的殖民统治带来的种族歧视情绪，日本人对东京的朝鲜居民展开了血腥的报复和杀戮，造成了数千名朝鲜人死亡。
当时的日本评论家将这次地震解释为上天对日本人以自我为中心的奢靡生活方式的惩罚。而从长期来看，这次地震实际上给予了日本一次极为宝贵的机会，来重建东京，以及重建日本的价值体系。这次地震以及之后的重建工作，还造就了现代日本应对灾难和进行重建的文化，对两次世界大战之间的民族整顿也产生了影响。
在重建过程中，震前一两层的木结构建筑被现代化的、五六层的欧式钢筋混凝土建筑物所取代。崭新的高速公路取代了扭曲狭窄的街道。1927年，东京开通了第一条地铁，1931年，开放了新的机场。到了1935年，东京人口达到了636万，超过了震前的水平，几乎达到了和伦敦或纽约一样的规模。位于新宿、涩谷和池袋的“城市次中心”迅速发展，它们和东京周围的各个郡在1943年一起被合并入东京都。
与1870年以来伤寒症发病率迅速下降的伦敦相比，东京的发病率一直保持在较高水平，城市北部和西部的上层社会居住区比人口密集的东部工薪阶层居住区的情况更为严重。对此现象的一种解释是，由于城市化的发展，传统的垃圾处理工作逐渐被舍弃，这尤其发生在北部和西部地区。由于震后的卫生状况不佳，关东大地震导致了创纪录的高发病率，但这也促进了此后的抗伤寒措施和城市基础设施的建设。

### 第二次世界大战
在第二次世界大战期间，东京是日本政治统治、工业生产和商业基础设施的中心。伴随着基于军备生产的重工业化和国家总动员状态带来的居民自由和城市文化的消失，东京居民的生活在这一时期发生着巨大的变化。

1942年4月18日的空袭东京，让东京成为了第二次世界大战中第一个被轰炸的日本城市。如何保护东京不受空袭，成为了城市规划师、政府官员、甚至是小说作家的紧迫任务。尽管日本政府指定了东京市民有保卫帝国首都的任务，但美国投下的毁灭性的火焰炸弹，立刻就让执行这一任务变成了不可能的事情。

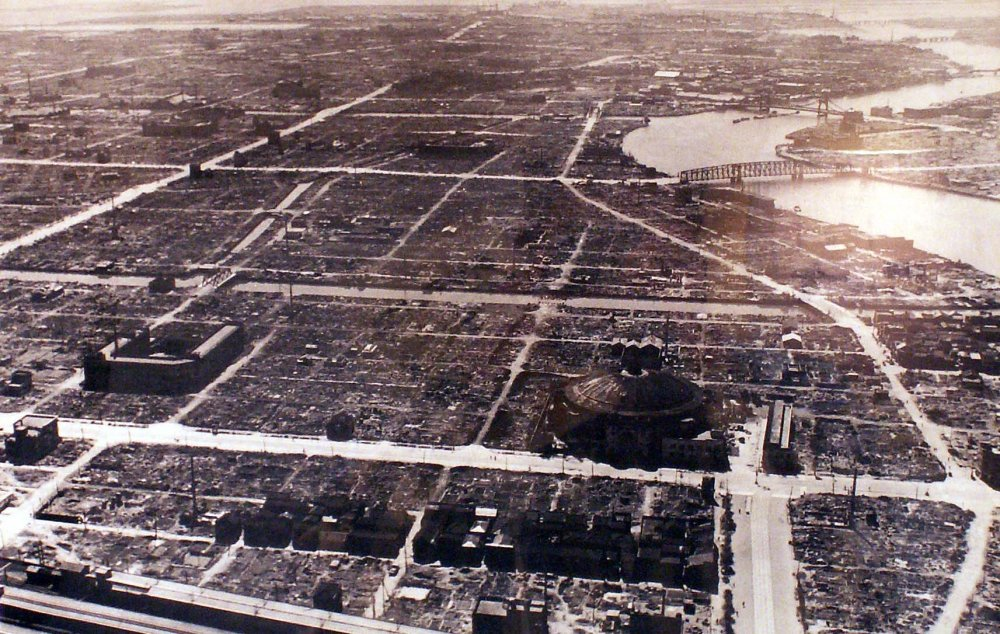
1945年3月，东京大轰炸之后，两国站附近对东京城区的航拍。

1944年11月后，伴随着美国在马利亚纳群岛的空军基地开始使用，东京受到了反复的轰炸。其中，最令人震撼的一次发生在1945年3月9日至10日。美国陆军航空队派出了325架B-29轰炸机飞抵东京上空，由于日本的防空体系严重不足，它们得以在没有护卫的情况下进行低空飞行。轰炸机共投下了1665吨包含橡胶、碱液、椰子油和汽油的凝胶状混合物的燃烧弹。一场无法控制的巨大火灾席卷了45平方公里的区域，造成了超过十万人在几分钟内死亡。大多数死者在防空洞内死于火焰燃烧耗尽氧气导致的窒息。整座城市四分之一的建筑物被摧毁。这次袭击标志着美国对日空袭战略的转折点。此前，大部分攻击是利用爆炸物对工业生产目标的精确打击，而之后的策略是利用燃烧弹轰炸日本城市，杀死那些让日本的战争机器继续工作的工人。数以百万计的传单被散发，命令市民撤退到没有被轰炸的小镇和农村去，740万东京市民中的一半都逃跑了。
战后，在长久的沉默期之后，这次空袭的幸存者们聚集到一起来写作有关这次空袭的历史，这让关于这次灾难般的轰炸的私人回忆被公开。之后，人们建立了东京和平博物馆来分享关于战争的体会，这是唯一一所关于东京战时经历的公共博物馆。

### 东京都建立
1943年7月1日，东京府和东京市被新建立的东京都所取代。35个区被重新划分为23个区，它们与东京管辖的其他外围地区一起组成了东京都。这次合并的概念与西方的整合市县有很大的不同。在西方模式下，合并的结果是形成一个单一层次的政府，完全消除最低一级的地方行政管理机构，而日本模式则是保留最高级和最低级机构而消除中间级别。一个西方城市的市区范围就是它的管辖范围本身，而不是像这种结构一般的，包括一系列独立的区域政府。最终结果是，东京的主城区范围既没有变大也没有变小，它只是失去了自己独立的管辖范围。
在全日本范围内普遍进行的这类合并工作中（不只有东京都），三层的政府组织关系被压缩为两层。这种组织结构仅仅存在于东亚，与中国古代的行政制度有很深的渊源。另外，在东亚的其他国家例如韩国、中国大陆和台湾，类似的行政区合并方式，即将三层组织结构简化为两层，并尽量不动最低级行政机构的实践也是存在的（尽管各国的对此的命名惯例不尽相同）。例如，2014年台湾桃园市的升格就是一个比较新的例子。

### 重要事件
- 1914年，东京站开放。
- 1920年，明治神宫建成。
- 1921年，时任日本首相原敬在东京站遇刺。

- 1923年，關東大地震发生，東京有7萬人死亡。由于传闻朝鲜人趁地震期间制造危害公共安全的事件，数千名居住在东京的朝鲜人受到报复而死亡。
- 1924年，上野公园开放。
- 1925年，神田站和上野站之间的铁路完工，山手线铁路环线完成。
- 1927年，东京的第一条地铁（银座线）在浅草和上野之间开通。
- 1931年，东京机场在东京南部的羽田建成投用。
- 1932年，5个区和82个乡镇被划入东京市。
- 1936年2月26日，日本陆军第一师团的近1500名下级军官占领了国会、首相府和东京的其他重要地点，史称二二六事件。这次事件在三天之内被陆军和海军所镇压。
- 1942年，为报复日军突袭珍珠港，美军进行空袭东京，这是二战中美军对日本进行的第一次空袭。
- 1943年，東京府和東京市被合并為東京都。
- 1945年，美軍进行東京大轟炸，城市的一大部分被美国陆军航空队的B-29轰炸机和其他飞行器所炸毁，包括八王子市在内的一些东京西郊城镇也受到了影响，总死傷數達10多萬人。由于大量人口死亡或逃至乡村地区，1945年的东京只有相当于1940年一半的人口。同年日本宣布投降後，日本在東京签订无条件投降条约，政府暫時由聯合國委托美國接管。道格拉斯·麦克阿瑟在第一生命馆设立了盟军最高司令官总司令部，美国在东京的存在使得它成为了朝鲜战争中重要的指挥中心和后勤中心。

## 昭和时代后期的東京（1945-1989年）

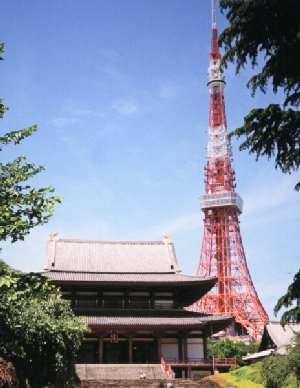
東京铁塔。圖左為增上寺。

在持续七年的盟軍佔領日本期間，由於政府優先發展東京，使東京不久即恢复到了戰前的面目，1952年5月1日，美國根據舊金山條約，將政權交還給日本政府。

### 战后复苏时期，1945-1970年
在战后的六年时间里，被严重破坏的东京都成为了道格拉斯·麦克阿瑟代表美国统治日本的基地。这一时期的东京具有两面性：一方面，美国占领者利用和改造了东京的关键区域，来让他们享用战利品和过上奢靡的生活；另一方面，东京的居民们努力避免着饥饿，追求着基本的住房和就业。

### 1964年东京奥运会

1964年东京奥运标志

1964年的夏季奥运会对日本的民族认同感产生了深刻影响，同期，东京人口也达到了一千万。日本的声誉因此而得到了明显的改善。迅速的社会变革让日本在奥运会开幕式上展现出了全面和包容的民族自豪感，也宣告了日本重新成为发达的工业化国家。作为让日本重新获得国际社会中的正常地位的努力的一部分，东京国立博物馆于1964年开放的古代艺术展览向外国游客和日本民众推广了日本的传统文化。建筑师丹下健三因建于1964年的国立代代木竞技场而闻名。
虽然冷战时期日本的外交政策与美国紧密相关，但1964年东京奥运会还是迎来了包括共产主义国家在内的整个国际社会的参与。日本的目标是向世界证明，日本已经从第二次世界大战中完全恢复过来，已经否定了帝国主义和军国主义，向高水平的体育运动表示欢迎。体育活动和政治被完全分离。大量的能源和财政支出被用于改善城市基础设施，包括新的建筑物、高速公路、体育场、酒店、机场和铁路。日本还利用新的卫星来促进对奥运会的国际广播直播。
这次奥运会被证明是东京和整个日本的一次巨大成功，会期内没有发生大规模的恶性事件。随着日本向全世界派出体育代表队，体育外交也被纳入了日本的外交政策之中。

### 泡沫经济
20世纪80年代，日本经历了泡沫经济时期。股市指数从1980年的6000点猛增到了1989年的40,000点。同时，东京的城市土地价格也随之飙升。这一“土地泡沫”现象导致了新的城市发展战略的产生。为了保持房地产规划的可盈利性，开发商们采取了几种手段来提高建筑物密度，也进行了一些城市更新的措施。他们还试验了新的方法来避免土地购买，比如进行土地出让和建立短期租赁合同。这些新的开发手段对东京的城市形态产生了很大影响。摩天大楼和其他高层建筑在商业区拔地而起；中程火车站附近、被繁华的广场包围的大型商业中心蓬勃发展；在住宅区内，现代化的混凝土建筑逐渐取代了老旧的木制房屋。然而，这一现代化过程并没有受到政府当局的有效管控，进而导致了整个东京充满了无序的高层建筑，增加了道路交通的负担，也让停车难问题进一步恶化。
在21世纪的东京，隅田川沿线的社区内，豪华住宅和商业塔楼的建设大大加快，改变着东京市中心的阶级分布和文化景观。新的建筑与萎靡的经济形成了对比，也显示了这座城市中愈加扩大的贫富差距。

### 重要事件
- 1946年，东京皇居举行了自1935年以来的第一次五一节庆典。
- 1947年，东京的区数量达到了23个。
- 1948年，远东国际军事法庭执行的东京审判结束，共有七名战犯被处死。
- 1950年，日本基建法通过。
- 1954年，东京的第二条地铁线路丸之内线开通，连接了池袋和御茶之水。
- 1957年，东京都政府在多摩川上建成了小河内水坝，奥多摩湖因此而产生。

- 1958年，东京建成了當時世界上最高的自立塔東京鐵塔。
- 1961年，东京地铁日比谷线开通，连接了南千住站和仲御徒町站。
- 1962年，东京人口超过一千万人，成为当时世界上最大的城市。同年，首都高速公路的第一条线路开通。
- 1964年，东京第一次举办夏季奧運會。同年，东海道新干线开通。
- 1967年，第一位（也是迄今为止唯一一位）左翼东京都知事美浓部亮吉，在社会民主党和日本共产党的支持下当选。
- 1968年，小笠原群島交還給日本，被重新劃分為東京都小笠原村。同年，东名高速公路开通，它在世田谷区设有立交桥，通过首都高速公路与东京市中心相连接。
- 1971年，东京西南部的多摩新城迎来了第一批居民。
- 1972年，除了荒川线以外，东京181 km的电车线路几乎全部关闭。北野武在浅草的剧场中开始了他的表演生涯。
- 1977年，立川机场被移交给日本，其中一部分被改建成了公园。
- 1978年，位于千叶县境内的新东京国际机场（成田国际机场）开放。東京國際機場（羽田机场）同時轉為日本國內航班專用。
- 1979年，第五次七国集团首脑会议在东京举行。同年，保守派的自民党重新赢得东京都知事选举，铃木俊一上任。
- 1985年，新的两国国技馆开放，主要用于举办相扑比赛。
- 1986年，泡沫经济伴随着土地价格的暴涨而开始。同年，三原山爆发，迫使伊豆大岛的所有居民暂时撤离。
- 1988年，东京巨蛋开放。
- 1989年，昭和天皇在皇居逝世。

## 平成时代的東京（1990年-2018年）

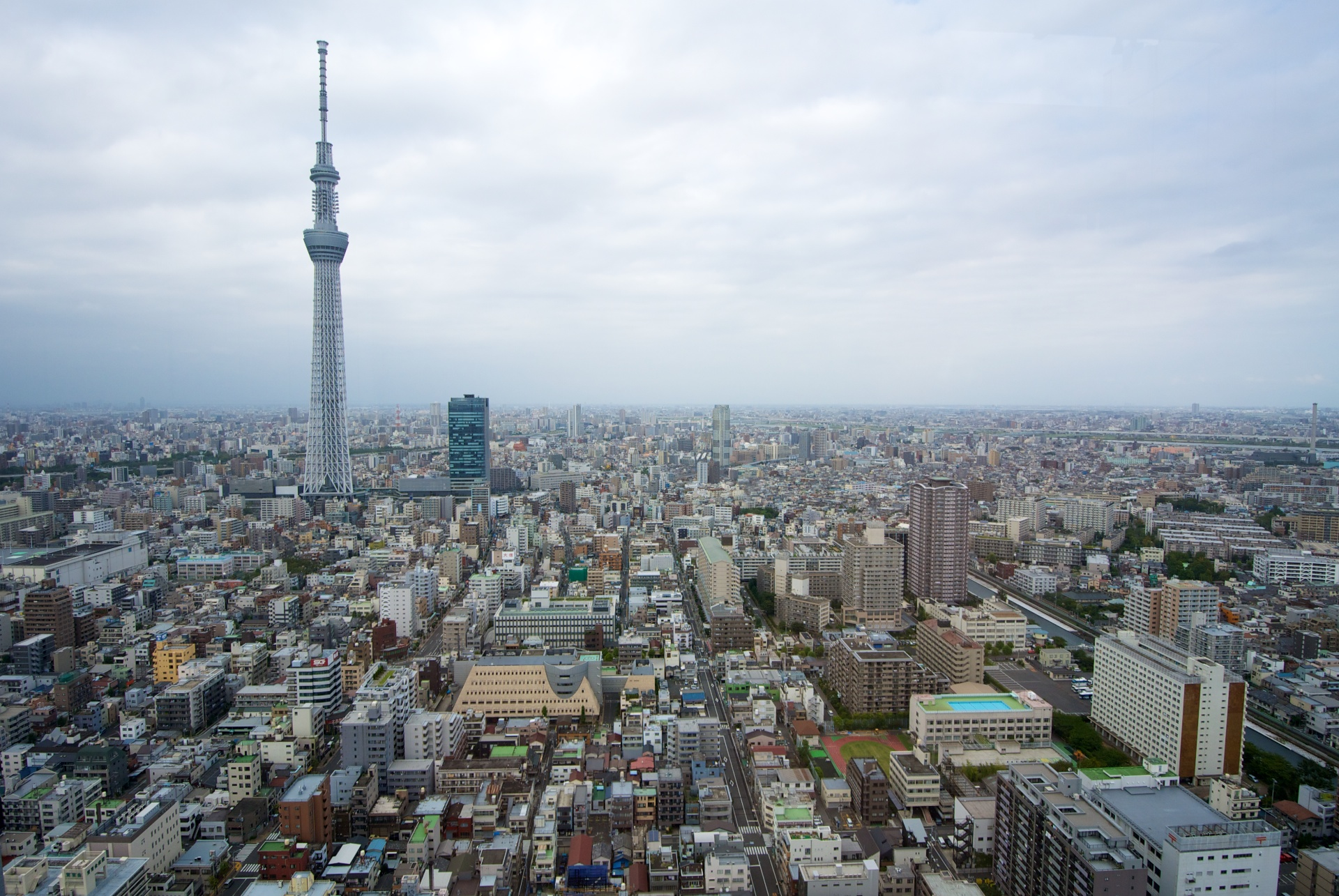
东京晴空塔

20世纪90年代，日本泡沫经济破灭，整个国家进入了持续二十年的经济衰退时期。2011年的东日本大地震进一步加重了人们的悲观情绪。尽管东京没有受到地震直接的破坏，但它也遭受了电力短缺和地震带来的经济上的负面影响。

### 重要事件
- 1991年，位于新宿的东京都厅舍启用，东京都厅由原先的有乐町搬迁至这里。
- 1993年，彩虹大桥建成，它促进了对东京湾沿岸的台场地区的开发。
- 1995年3月20日，邪教组织奥姆真理教在东京地铁系统中释放沙林毒气，造成12人遇难，数千人受到影响（见沙林毒氣事件），这是近年來日本最嚴重的人為意外及恐怖襲擊事件。
- 1999年，保守派的石原慎太郎当选为东京都知事。
- 2000年，东京都营地下铁大江户线开通。
- 2001年，吉卜力工作室在东京多摩地区的三鹰市开设了三鹰之森吉卜力博物馆。
- 2003年，石原慎太郎再次当选为东京都知事。同年，六本木新城开放。
- 2005年8月24日，筑波快线开通。
- 2007年，石原慎太郎三度当选东京都知事。同年3月，东京中城落成，这是目前东京最高的高层大厦建筑。
- 2008年6月14日，东京地铁副都心线开始运营，东京地铁线网总里程接近400公里。
- 2011年3月11日，东日本大地震发生，尽管东京受到的直接破坏并不大，但包括东京在内的整个日本的电力供应和经济生活都收到了严重的影响。同年，石原慎太郎四度当选东京都知事。
- 2012年2月29日，东京晴空塔建成，并于2012年5月22日对公众开放。这座高度为634 m的塔成为了全日本最高、世界第二高的人造建筑物。同年，石原慎太郎辞去东京都知事一职。
- 2013年9月7日，东京成为2020年夏季奥运会的主办城市。这也使得东京成为目前唯一两次举办夏季奥运会的亚洲城市、和全世界第五个两次举办夏季奥运会的城市。
- 2016年8月2日，小池百合子就任东京都知事，成为首位担任东京都知事的女性。
- 2018年10月11日，築地市場搬遷至豐洲市場。